# Julije Benešić

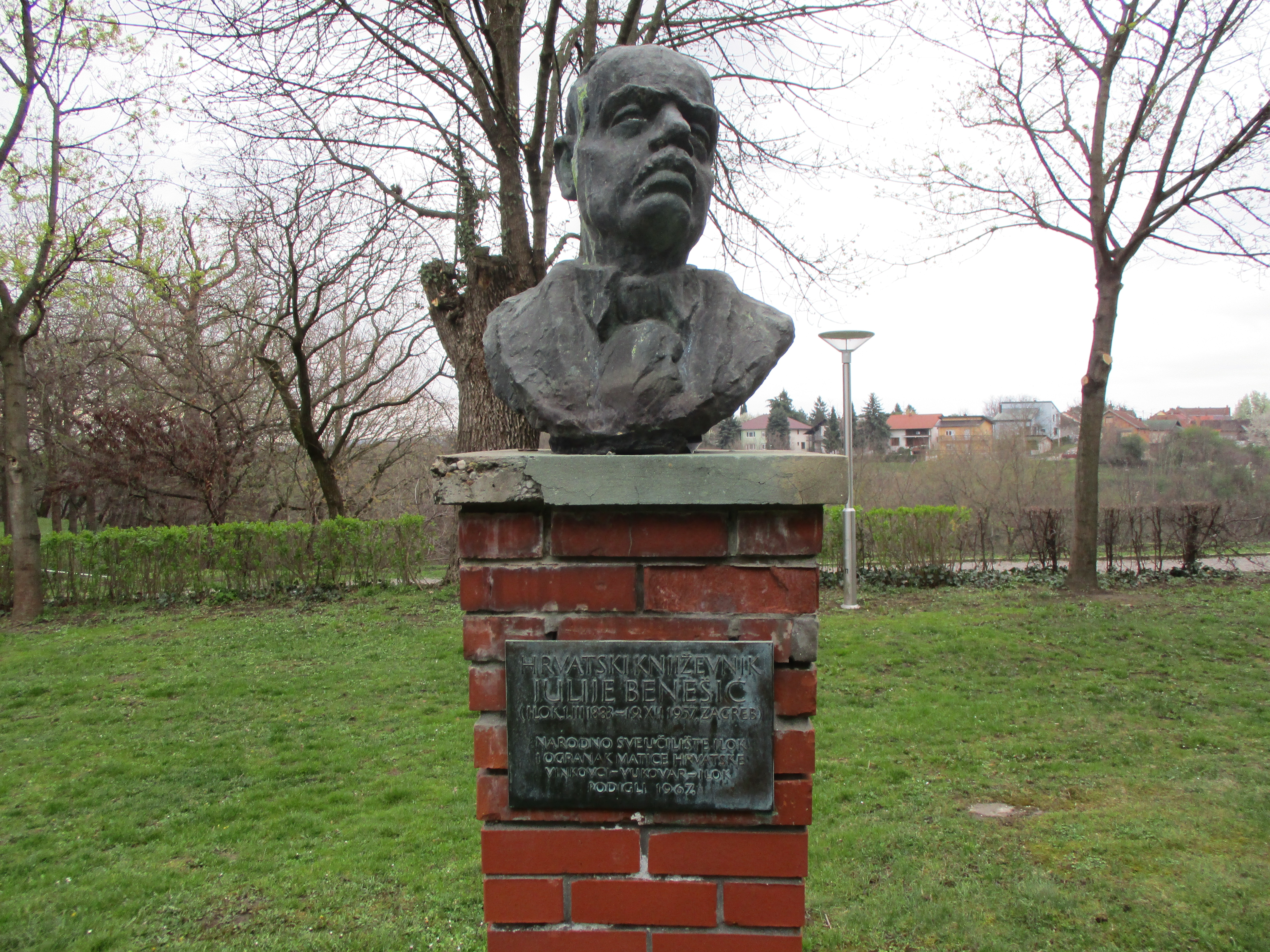
Popiersie Julije Benešicia

Julije Benešić (ur. 1 marca 1883 w Iloku, zm. 19 grudnia 1957 w Zagrzebiu) – chorwacki poeta.
Początkowo uczył się w Iloku, później w gimnazjum w Osijeku, studiował w Wiedniu, Krakowie, Zagrzebiu, Pradze i ponownie w Krakowie, gdzie 1 1907 uzyskał dyplom. W latach 1921–1926 i ponownie 1939/1940 był dyrektorem Teatru Narodowego w Zagrzebiu, był organizatorem życia kulturalnego w Chorwacji i zasłużonym w dziedzinie polsko-jugosłowiańskiej współpracy kulturowej. W latach 1930–1938 wydał w Polsce 13 tomów Biblioteki Jugosłowiańskiej – polskie tłumaczenia dzieł chorwackich, serbskich i słoweńskich klasyków. Tłumaczył również utwory Mickiewicza, Słowackiego, Żeromskiego, Sienkiewicza, Reymonta i innych polskich klasyków, za co w 1957 otrzymał nagrodę polskiego PEN Clubu. W 1939 opublikował zbiór Gramatyka języka chorwackiego czyli serbskiego. Wydał również antologię polskiej poezji, słownik chorwacko-polski, felietony, rozprawy i wspomnienia Osiem lat w Warszawie (1985).